# Fiorenzo Zavattaro
Fiorenzo Armando Ernesto Zavattaro (Solonghello, 8 dicembre 1908 – 1939) è stato un hockeista su pista italiano.

## Carriera
Fiorenzo Zavattaro titolare con i genitori dell'Albergo Croce di Malta di Novara (albergo reso celebre per l'incontro avvenuto tra il podestà di Novara Tornielli e il presidente dell'Hockey Novara Vittorio Masera per la realizzazione della nuova pista in Viale Buonarroti) fu uno dei 15 fondatori dell'Hockey Novara. Fiorenzo detto il "sciavata" e soprannominato il "Meazza dell'hockey", fu centro e ala di immenso talento. Partecipò a tutti i primi successi pionieristici del club formando assieme ai vari Grassi, Ciocala, Cestagalli, Concia, Gallina, Drisaldi il primo squadrone che vinse sei scudetti negli anni 1930. Inoltre vestì la maglia della Nazionale italiana fin dal 1928 ai campionati europei di Herne Bay in Inghilterra assieme ai suoi compagni di squadra Grassi e Cestagalli sino al 1937. Partecipò ai primi campionati del mondo della specialità disputati nel 1936 a Stoccarda. 
Morì nel 1939 stroncato da un morbo ancora in giovane età.

## Palmarès
- Campionato italiano: 6

Novara: 1930; 1931; 1932; 1933; 1934; 1936